# 濱北大橋

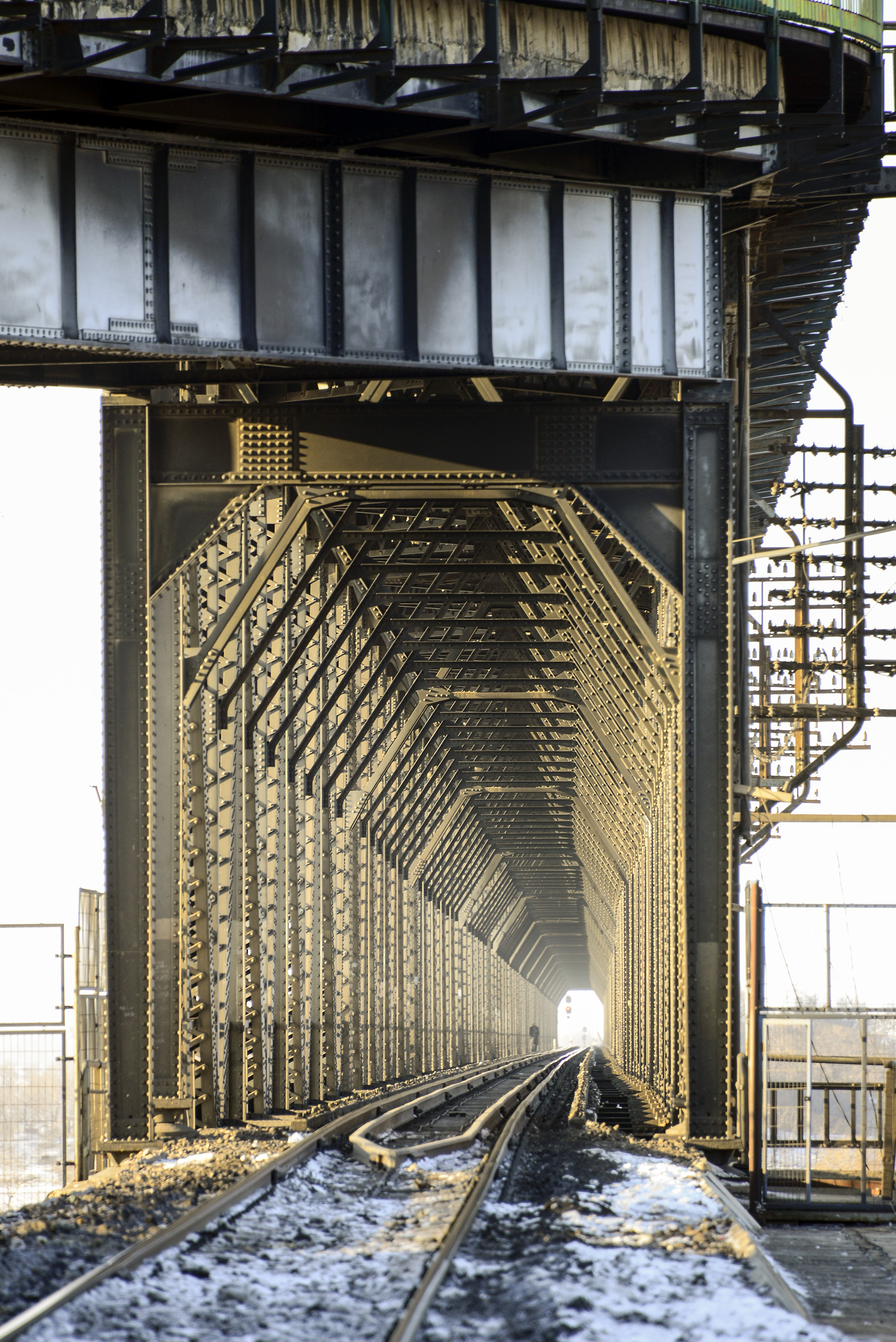

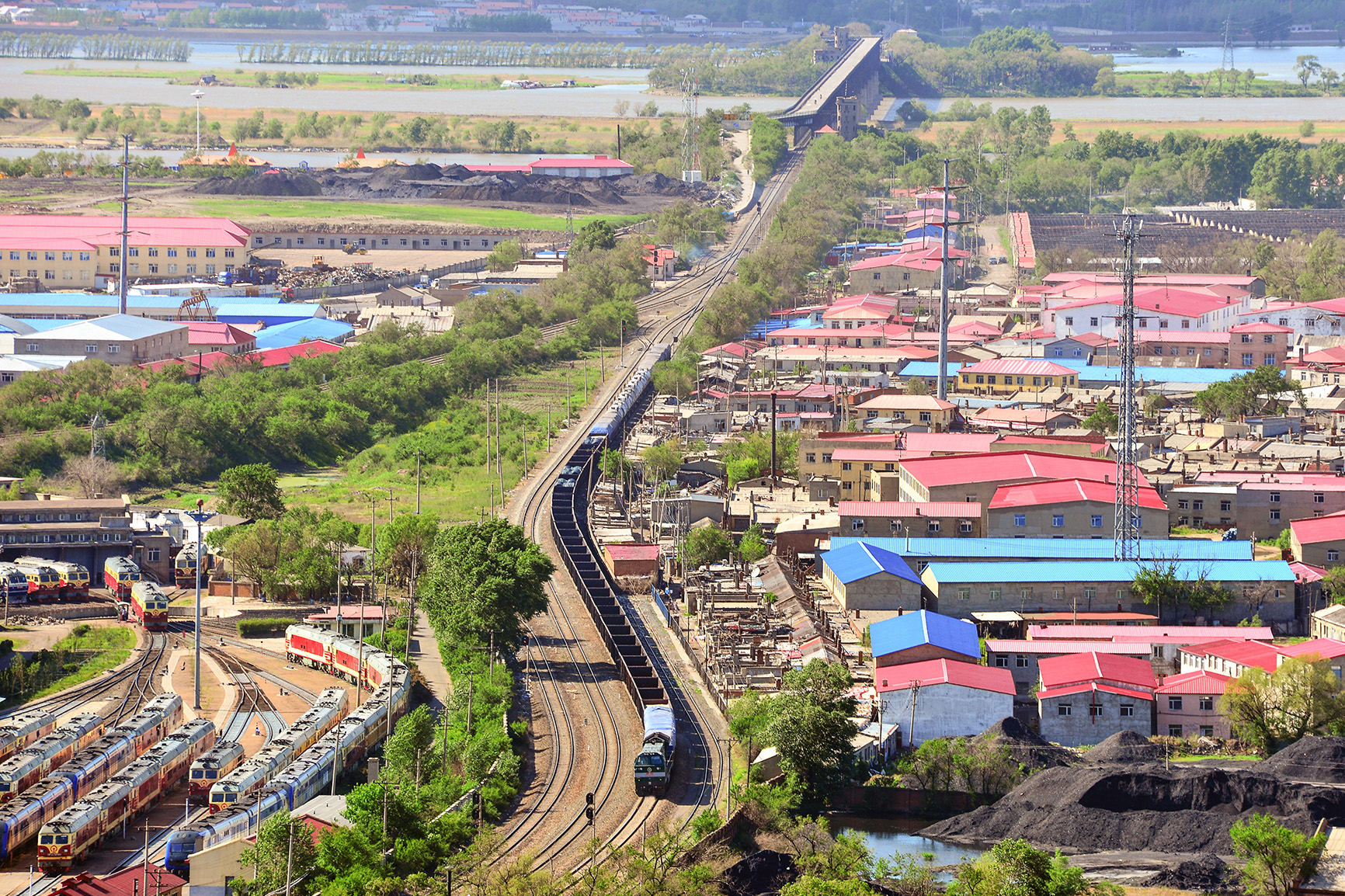

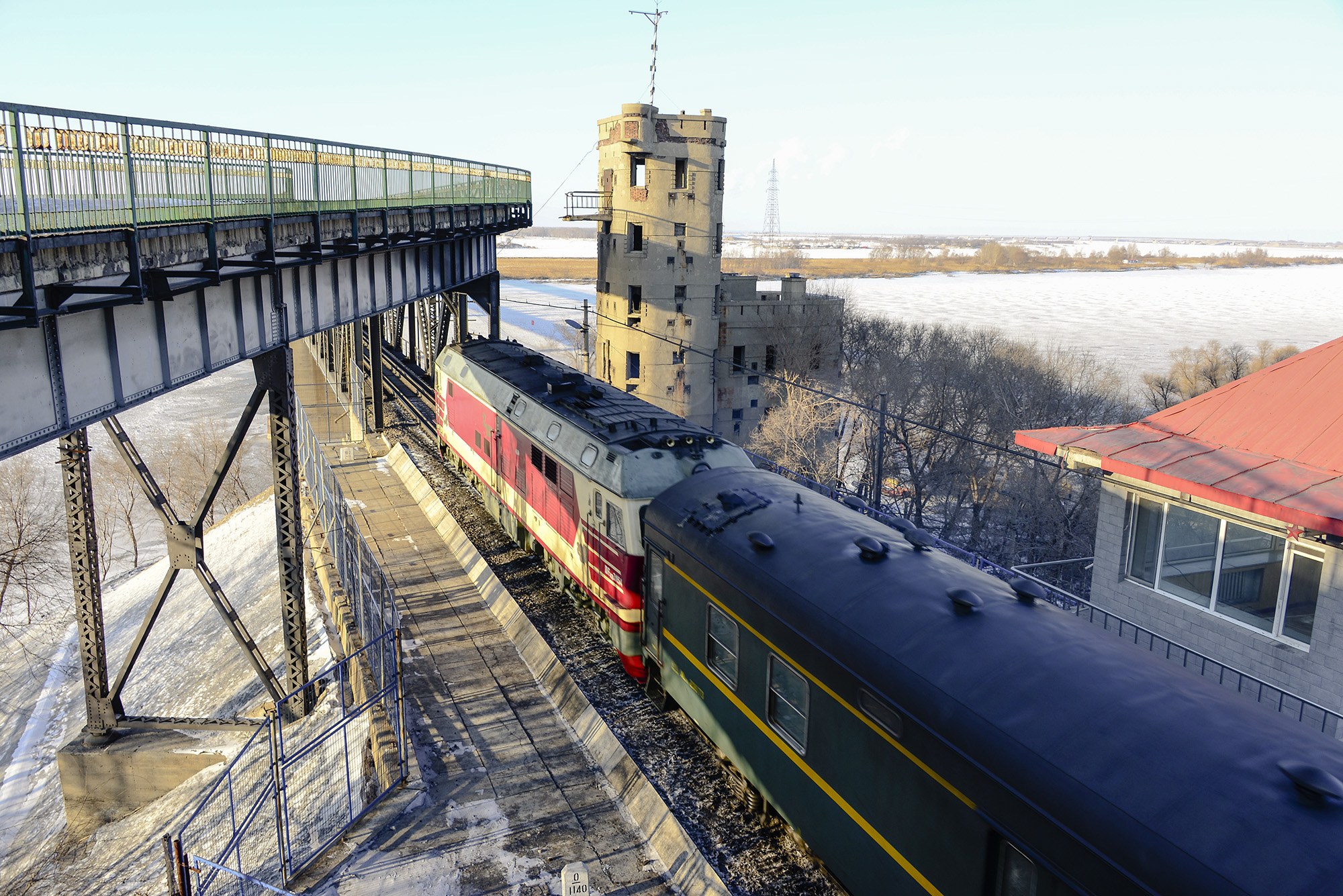

濱北大橋，在哈爾濱本地通稱東江橋，橫跨松花江，全長1,147.6米，是中国境内第一座公铁两用桥。濱北鐵路和202國道都曾使用此橋。

## 历史
1932年3月，南满铁道株式会社铁道建设局就选在老江桥下游6公里处新建一座公铁两用桥。该桥上部设计由日本大臣官房研究所第四科负责，桥基础由日本铁道省计划系负责，仅用两个月就完成了全部设计。根据设计要求，上层公路桥长1147.6米，下层铁路桥长1065.8米，桥宽6米，建14个桥墩，2个桥台，1孔距为96米；2孔80米；其余12孔距为64米。公路桥允许通过载重车辆为6吨：计划建桥总投资为350万元滿洲國圓。
1932年7月7日，设计获得批准，8月3日松花江及呼兰河桥梁工程哈尔滨建设事务所正式成立，由日本人石村长七任所长，负责组织桥梁施工。11月2日上午10时举行开工典礼。为便于施工组织，在距桥址10米处，设立工程指挥部及仓库、变电所、卫生所、修理所、员工宿舍。为保证施工安全，关东军第10师团派驻一个小队20名日军配合护路警察共同担任施工现场警戒。整个工程采取南北对进、各标段独立作业的方法进行。冬季工人每天工作时间为8小时，夏秋季节为10小时。14个桥墩沉箱施工组每班9至13人，其中日本技术工人、监工3人，其余为朝鲜人和中国人。桥墩基础深度为水下19米，施工时每天24小时连续作业。共有39 435人参与了工程建设，除日本人、朝鲜人外，主要是以山东人为主的中国劳工。同样的工种，如木工，日本人日薪为4.5元，中国人仅为2元；锻造工，日本人日薪45元，中国人为15元；力工，日本人日薪为3.3元，中国人是0.8元。朝鲜人则高于中国人略低于日本人。在冬季施工时气温达到零下32℃，夏季气温高达39℃。为了加快工程进度，及时将桥基施工挖出的残土运出去，同时将建桥基所需的砂子、水泥、石头、钢材直接运抵各施工标段，日本人冬天在松花江冰面上铺设了轻型轨道，用小火车运建筑材料。施工所使用的砂石取自哈尔滨周边山区，桥梁及建筑所用钢材由日本八幡制铁所生产，委托川崎车辆株式会社和汽车株式会社加工制造；工程所需电力由哈尔滨傅家甸发电厂和变电所提供。整个工程分为两期完工，第一期铁路桥部分于1933年12月14日，开始列车试运行。1934年7月4日全部工程竣工，比预定的6月30日晚了4天。
在滨北大桥通车一年后，中东铁路的货运量急剧下降，苏联被迫单方面提出以1.4亿日元将中东铁路卖给满洲国（实际是日本）。经过双方长达一年的谈判，于1935年3月23日，日本终于获得中东铁路的路权。
滨北大桥随着社会的不断发展，现代化的运输车辆已超过桥梁设计标准，为了安全，2006年12月25日20时，哈尔滨市政府对滨北公路桥实施封闭进行维修，铁路桥继续运营。
2006年12月25日，由於老化，公路橋被封閉。鐵路橋繼續運行。2016年10月30日，新建于本桥东侧的滨北线松花江公铁两用桥铁路桥通车，本桥铁路桥停用。2019年11月20日，滨北线松花江公铁两用桥公路桥通车。

## 考古學
据称1933年4月在修建東江橋時，一颗头骨被挖出，2021年考古學界定名為古人類的一個品種「龍人」。